# ليليا هرينيفيش
ليليا ميخايليفنا هرينيفيش (بالأوكرانية: Лілія Михайлівна Гриневич) هيَ سياسية أوكرانية، وُلدت في 13 مايو 1965، وَتشغل منصب وزير التربية والتعليم الأوكراني منذُ 14 أبريل 2016.
في الفترة ما بين 2006 حتى 2009، ترأست ليليا إدارة التعليم في مدينة كييف، كما انتُخبت في انتخابات البرلمان الأوكراني عام 2012 للانضمام للمجلس الأعلى الأوكراني بصفتها ممثلة لحزب كل الأوكرانيين، وَشغلت منصب رئيس اللجنة البرلمانية للعلوم والتعليم، وفي عام 2014 أُعيد انتخابها في الانتخابات البرلمانية الأوكرانية.